# Агата
Ага́та — женское имя. Восходит к др.-греч. ἀγαθός (agathos), означающему «хороший, добрый», и представляет собой латинизированную форму греческого имени. В древнегреческой мифологии «Агатос» — один из эпитетов Зевса. В традиционном русском именослове имени Агата соответствует Агафья (его православный вариант — Агафия).
В России имя Агата встречается редко, заимствовано в начале XX века из западноевропейских языков. В англоязычных странах в прошлом имя входило в число популярных (особенно в XIX веке), но позднее вышло из моды.